# Cursa
Cursa eller Beta Eridani (β Eri, förkortat Beta Eri, β Eri) som är stjärnans Bayerbeteckning, är en ensam stjärna  belägen i den nordöstra delen av stjärnbilden Eridanus. Den har en skenbar magnitud på 2,80, är synlig för blotta ögat och är den näst ljusaste stjärnan i stjärnbilden. Baserat på parallaxmätning inom Hipparcosuppdraget på ca 36,5 mas, beräknas den befinna sig på ett avstånd på ca 89 ljusår (ca 37 parsek) från solen. Stjärnan är känd för att variera i skenbar magnitud mellan 2,72 och 2,80. En särskilt stark flare observerades 1985.

## Nomenklatur
Beta Eridani har det traditionella namnet Cursa, som härrör från det arabiska Al Kursiyy al Jauzah, "Fotpallen". Detta är namnet på en konstellationen bestående av denna stjärna tillsammans med Lambda Eridani, Psi Eridani och Tau Orionis. Enligt en NASA-katalogen över stjärnor var Al Kursiyy al Jauzah benämningen på tre stjärnor: Beta Eridani är Cursa, Psi Eridani är Al Kursiyy al Jauzah I och Lambda Eridani är Al Kursiyy al Jauzah II.
År 2016 organiserade Internationella astronomiska unionen en arbetsgrupp för stjärnnamn (WGSN) med uppgift att katalogisera och standardisera riktiga namn för stjärnor. WGSN fastställde namnet Cursa för Beta Eridani i juli 2016 och detta är nu inskrivet i IAU:s Catalog of Star Names.

## Egenskaper
Beta Eridani är en blå till vit jättestjärna av spektralklass A3 III var, som anger att den har förbrukat förrådet av väte i dess kärna och utvecklats bort från huvudserien. Den har en massa som är omkring dubbelt så stor som solens massa, en radie som är ca 2,4 gånger större än solens och utsänder från dess fotosfär ca 25 gånger mera energi än solen vid en effektiv temperatur av ca 8 100 K.
Placeringen och banan för Beta Eridani tyder på att den ingår i supergruppen Ursa Major, en samling av stjärnor som delar ett gemensamt ursprung och har gemensam rörelse genom rymden. Dess fotometriska egenskaper anger dock att den i stället kan vara en inkräktare. Den har en optisk följeslagare med en skenbar magnitud på 10,90 med en vinkelseparation på 120 bågsekunder vid en positionsvinkel på 148°. Denna har katalogbeteckning CCDM J05079-0506B.